# Јулијана Анастасијевић
Јулијана Анастасијевић (Ниш, 1934) је српска концертна певачица, мецосопран и педагог.
Родом из Ниша, Јулијана Анастасијевић дипломирала је на Музичкој академији у Београду у класи Јелке Николић-Стаматовић. Студије је наставила у Риму и Венецији где је сарађивала са Ђином Ђини, Титом Гобијем и Франком Капуанеом. Награђивана је на бројним такмичењима у Холандији, Немачкој, Француској, Швајцарској и Југославији, а концертирала је широм Европе и Јужне Америке.
Била је солисткиња Београдске опере, али и стални гост у Загребачкој опери и Београдској филхармонији. Диригент Ренато Фазано уврстио ју је за сталног члана чувеног ансамбла Солисти ди Рома.
Јулијана Анастасијевић је била хонорарни доцент на Музичкој академији у Београду, али и први српски магистар вокалне уметности. Ипак, до краја певачке каријере била је неупоредиво чешћи гост иностраних концертних дворана него српских, на шта је домаћа критика упорно указивала. У једној од рецензија њених концерта одржаних 1973. године, Љиљана Грујић је написала: „..шеснаест солистичких концерата у Берлину за свега пет година, а пет пута у Београду за последњих десет.”
Живи у Београду и још увек ради као педагог у Уметничкој школи Центра за образовање „Ђуро Салај”.